# O Costa do Castelo
O Costa do Castelo (deutsch: Der Costa aus dem Castelo-Viertel) ist eine portugiesische Filmkomödie aus dem Jahr 1943. Sie wird der Comédia portuguesa zugerechnet.

## Handlung
Daniel, aus einer wohlhabenden Familie stammend, gibt vor, ein einfacher Chauffeur zu sein und bezieht ein Zimmer zur Untermiete, um der ebenfalls dort wohnenden Luisinha nahe sein zu können. Der unbekümmert lebensfreudige, alle Widrigkeiten mit List umschiffende Simplícito Costa wohnt ebenfalls dort zur Untermiete, und sorgt für einen turbulenten und unterhaltsamen Tagesablauf im dörflich anmutenden Viertel. Dieses liegt am Hang unterhalb des Castelo de São Jorge, mitten in Lissabon.
Als die wahre Identität Daniels zu Tage kommt, nimmt das Leben aller Beteiligten eine überraschende Wendung.

## Rezeption
Der als unbeschwerte Komödie angelegte Film ist bis heute einer der populärsten Vertreter des Portugiesischen Kinos der 1940er Jahre. Insbesondere der beliebte António Silva und die junge Milú, Sympathieträgerin und Schönheitsideal ihrer Zeit, sorgten für ein großes Publikum. Auch die Betonung von typisch portugiesischen Motiven in Szenendekor und Liedern, zusammen mit einer Reihe komischer Szenen und Dialoge, machten den Film zum Erfolg. Einige der im Film meist von Milú gesungenen Lieder wurden bekannte Schlager in Portugal, etwa Minha Casinha, das der Band Xutos & Pontapés in ihrer Version 1987 zum Durchbruch verhalf.
Der Film wurde mehrmals im öffentlich-rechtlichen Fernsehen RTP gezeigt und, nach Restauration durch die Cinemateca Portuguesa, mehrmals von Lusomundo wiederveröffentlicht, erst als VHS-Kassette, und 2002 als DVD.